# Лебедев, Василий Иванович (священник)
Василий Иванович Ле́бедев (1825—1863) — священник русской православной церкви.

## Биография
Родился в 1825 году в семье диакона Василия Ивановича Лебедева.
Окончив курс в Рязанской семинарии, в 1846 году поступил в Московскую духовную академию. По окончании академии в 1850 году со степенью магистра богословия был назначен учителем логики и истории философии. Женился на Благовещенской.
В 1856 году стал священником Московской Николо-Заяузской церкви. В 1857 году он был назначен законоучителем в Николаевский сиротский институт при Московском воспитательном доме.

## Литературная деятельность
В 1863 году Лебедев опубликовал в «Москвитянине» критическую статью на книгу Михаила Никифоровича Каткова: «Очерки древнейшего периода греческой философии», которая вызвала обширную антикритику автора.
В академическом журнале «Творения святых отцов в русском переводе с прибавлениями духовного содержания» был опубликован обширный, но незаконченный труд Лебедева «Жизнь св. Иоанна Златоустого». Это сочинение впоследствии было издано отдельной книгой под названием «Подробное описание жизни и пастырской деятельности святого Иоанна Златоустого».
После основания в 1860 году журнала «Душеполезное чтение», Иван Васильевич Лебедев принял активное участие и напечатал в нём несколько статей и заметок. Были изданы в 1860 году:
- «О том, как православные христиане должны проводить церковные праздники»
- «Несколько слов по поводу слухов о прекращении торговли по праздникам»
- «О сквернословии»